# La Résidence (téléfilm)
La Résidence est un téléfilm français réalisé par Laurent Jaoui, diffusé le 24 mai 2011 sur France 3.

## Synopsis
Un couple de retraités, Odette et Martial Node investissent leurs économies dans l'achat d'une maison dans une résidence paradisiaque du Sud de la France. Ils ont travaillé toute leur vie pour profiter de leur retraite loin des tumultes de la banlieue parisienne où ils ont vécu. Ils sont rejoints par un autre couple, Francis et Marlène Sudre puis par une femme célibataire, Léa. Chacun a ses petits secrets, ses petites faiblesses, ses contradictions. La tranquillité de ce microcosme va être remise en question par la présence d'un camp de gitans à côté de la résidence. Cette proximité engendre de la méfiance et très vite de la paranoïa. La peur de l'autre et les malentendus vont peu à peu précipiter leurs destins. Certains vont commettre des erreurs irréparables...

## Fiche technique
- Réalisateur : Laurent Jaoui
- Scénario : Thierry Debroux, Pascal Garnier et Laurent Jaoui
- Musique originale: François Staal
- Date de diffusion : 18 mars 2011 sur France 2
- Durée : 90 minutes

## Distribution
- Hélène Vincent : Odette
- Michel Jonasz : Martial
- Nicole Calfan : Marlène
- Guy Marchand : Francis
- Marthe Keller : Léa
- Georges Kellesidis : Flesh
- Nozha Khouadra : Nadia